# Argyresthia caesiella
Argyresthia caesiella is een vlinder uit de familie van de pedaalmotten (Argyresthiidae). De wetenschappelijke naam van de soort werd in 1833 gepubliceerd door Friedrich Treitschke.